# 棕櫚海灘 (伊利諾伊州)
棕櫚海灘（英語：Palm Beach）是位於美國伊利諾伊州萊克縣的一個非建制地區。該地的面積和人口皆未知。

## 地理
棕櫚海灘的座標為42°22′36″N 88°11′50″W / 42.37667°N 88.19722°W，而該地的平均海拔高度為229米（即751英尺）。